# 胆嚢
胆嚢（胆囊、たんのう、英: gallbladder）は、消化に必要になるまで胆汁を蓄積するセイヨウナシ形の器官。胆管（胆道）によって肝臓と十二指腸に接続している。古語では胆（い）といった。

## 解剖学
すべての哺乳動物に胆嚢があるというわけではない。例えば、ラットやウマは胆汁の貯蔵に専門化した器官を持っていない。
胆嚢は胆嚢管を通して主な胆管に接続する。主な胆道は肝臓から十二指腸まで続く、そして事実上、胆嚢管は胆嚢の入り口と出口すなわち「袋小路」である。
胆嚢は中鎖骨線 (MCL) と幽門横断面の9番目のあばら骨の先との交差点の皮膚の下にある。
胆嚢動脈・静脈により血液が供給され、平行して胆嚢管が走る。胆嚢動脈は非常に様々で、胆嚢摘出術の際の結紮・切除の方法も異なってくる。

## 顕微解剖学
胆嚢では、上皮の内張りの中の袋である憩室（ロキタンスキー・アショフ洞と呼ばれる）が特徴的である。上皮の下に、コレシストキニンに対応して収縮する筋肉の壁が支える結合組織の層がある。

胆管周辺の模式図
肝臓、右肝管、左肝管、総肝管、胆嚢管、総胆管、胆嚢、オッディ括約筋、ファーター膨大部、膵管、膵臓、十二指腸

## 機能
胆嚢は肝臓で分泌される胆汁を蓄積して濃縮し、食物が十二指腸に入ると、物理的刺激によりコレシストキニン (CCK) が分泌され、これが胆嚢を刺激して胆汁を放出する。

## 疾患での役割

### 胆石症
最大25％の人間が、コレステロール、レシチン、および胆汁酸で構成された胆石を持つ。これらは通常、食事と関係して、胆嚢収縮と胆石が胆管を通り抜けることで、疝痛を引き起こす場合がある。また微小な胆石が多数発生する症状を胆砂（症）と呼ぶことがある。外科手術（胆嚢摘出）が最も一般的な胆石の根治治療法である。そして腹腔鏡下でそれを実行することができる。実際、胆嚢摘出は腹腔鏡手術で最も多くの適用される手技の1つである。
胆石症の増加するリスクで伝統的に考えられた次の5つのFに当てはまる人々である:
- Female（女性）
- Fat（肥満）
- Fair（コーカサス人種、ただし近年の研究では議論されている）
- Forty（中年）
- Fertile（妊娠で危険は増加する）

### 胆嚢炎
急性或は慢性の胆嚢の炎症が腹痛を引き起こす。急性胆嚢炎の症例の90%は胆石の存在によって引き起こされる。

### 総胆管結石切除
胆石が総胆管を塞ぐと、重度の胆汁鬱帯を引き起こす。患者は肝臓細胞の損傷とその結果に伴う黄疸とを引き起こす。医学的には緊急治療が必要で、内視鏡下或は開腹手術が施される。

### 胆石性イレウス
大きい胆石、即ち胆石性イレウスによるまれな臨床の実体に腸閉塞症がある。この状態は長年の胆石患者で進行し、胆嚢が消化管と癒着した上で瘻管を形成する。大きな石は、瘻管を経由して腸へ入り、一般に、トライツ靭帯か回盲弁のあたりの2箇所の狭くなった地点で腸を塞ぎ腸閉塞となる。治療法は外科手術である。

### 胆嚢癌
胆嚢癌はまれだが、重大な癌の形式でもある。生検結果は、通常悪性腺腫である。胆嚢癌は「磁器様胆嚢」としてレントゲンで表れることもある。胆嚢癌は一般には、予後はよくない。

### クールボアジェ徴候
クールボアジェ徴候とは3管合流部以下の胆管の閉塞による胆嚢の腫大を指す。クールボアジェ徴候は黄疸を伴い、原因には膵臓癌、胆嚢癌などの悪性腫瘍、胆石による胆管の閉塞がある。胆嚢の腫大は、胆汁が胆嚢に蓄積することによる。

## 薬用
クマの胆嚢は「熊の胆」と呼ばれ、漢方薬として重要視される。いわゆる臥薪嘗胆の胆がこれである。サルのものが代用とされたこともあり、龍宮伝説に乙姫の病気を治すためにクラゲがサルの肝を取りに行く話がある。

## 関連画像

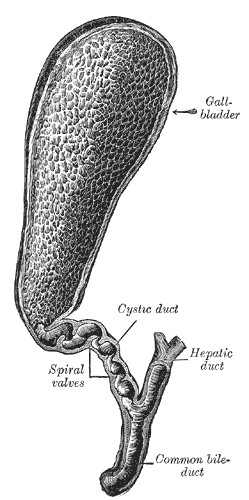
胆嚢
胆嚢周辺の消化器官